# Johnny Gill (album 1983)
Johnny Gill  è l'album di debutto del cantante R&B afro-americano Johnny Gill, dal quale fu pubblicato nel 1983 su etichetta discografica Atlantic Records/Cotillion Records.
L'album, prodotto da Freddie Perren, contiene in tutto 10 brani, tra cui una cover del brano di Sam & Dave When Something Is Wrong with My Baby.

## Tracce

### Lato A
1. Super Love  4:51
2. Thank You  4:30
3. Show Her Love   3:35
4. Guilty 3:38
5. When Something Is Wrong with My Baby  3:58

### Lato B
1. Every Radio 4:04
2. I'm Sorry   3:56
3. I Love Makin' Music  5:12
4. You  3:27
5. Half Steppin'  3:51